# Zelenokumsk
Zelenokumsk (en rus: Зеленокумск) és una ciutat del krai de Stàvropol, a Rússia, que el 2019 tenia 34.690 habitants. És la seu administrativa del districte rural de Sovetski.